# Idaea serpentinata
Idaea serpentinata är en fjärilsart som beskrevs av Volker John och Krizu 1932. Idaea serpentinata ingår i släktet Idaea och familjen mätare. Inga underarter finns listade i Catalogue of Life.